# Wody silnie zmienione

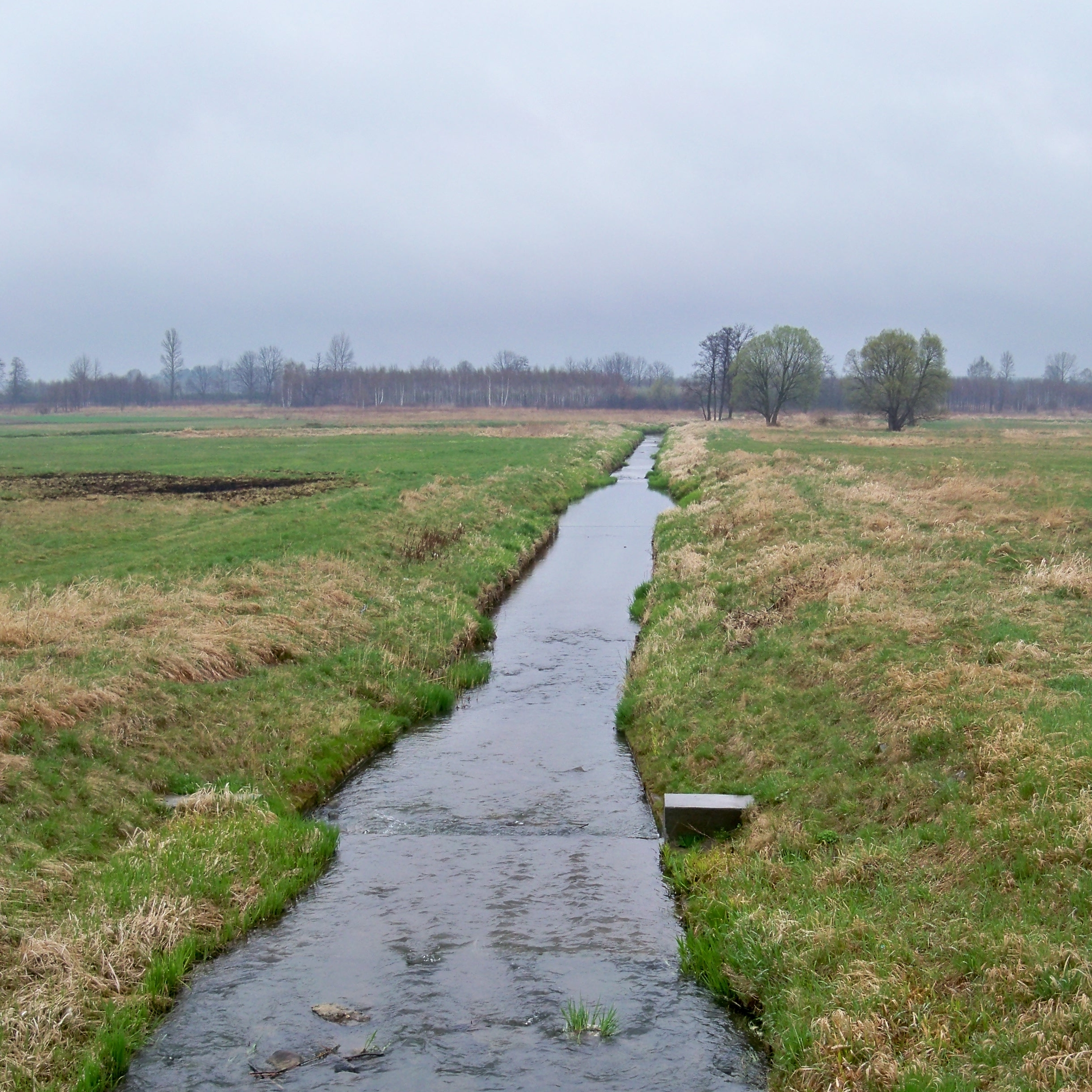
Trzebośnica do Krzywego (PLRW200017227449), jednolita część wód powierzchniowych wyznaczona jako silnie zmieniona ze względu na odcięcie znacznej długości barierami

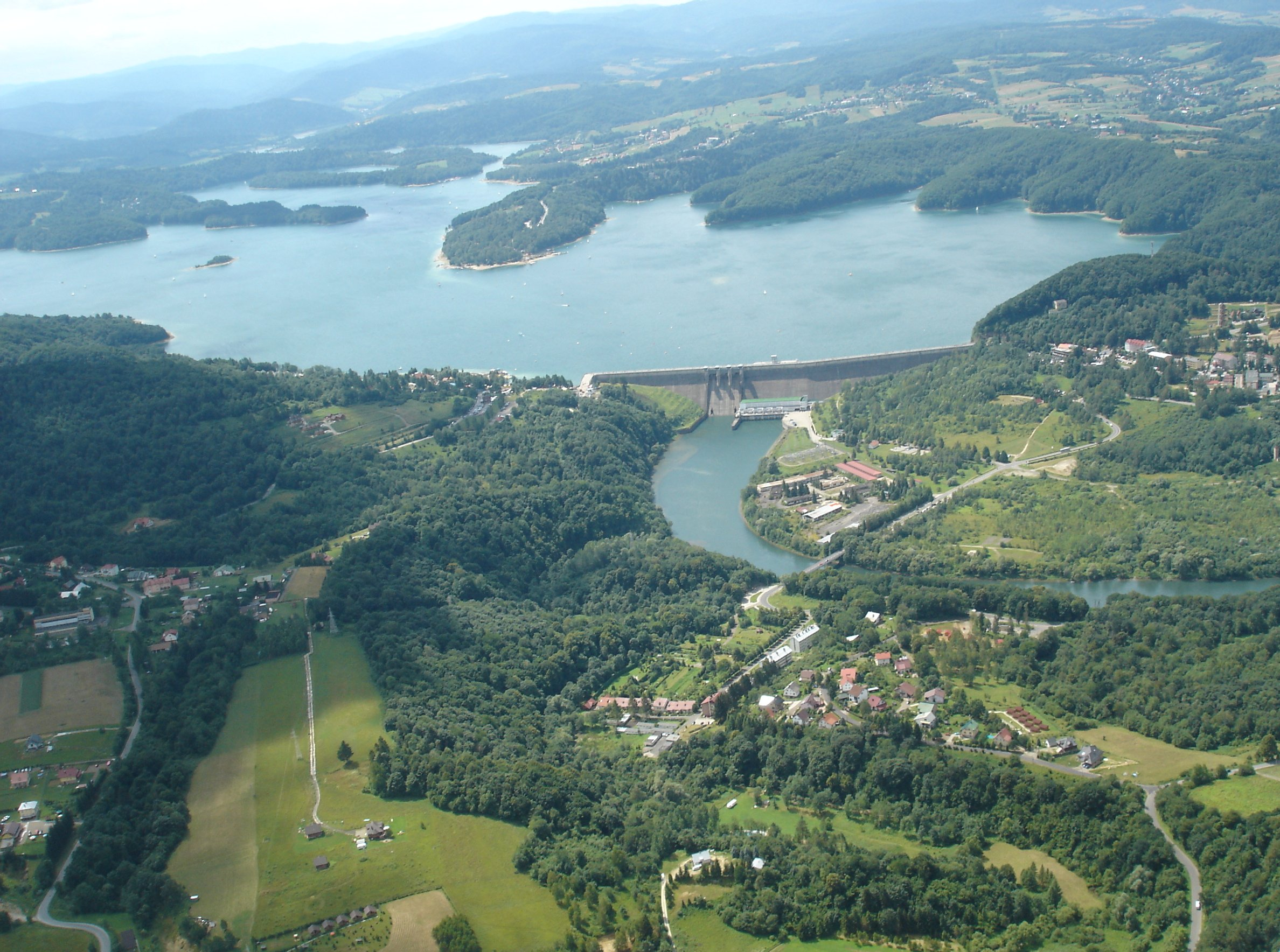
Jezioro Solińskie, czyli część jednolitej części wód rzecznych Zbiornik Solina do zapory w Myczkowcach PLRW20000221559

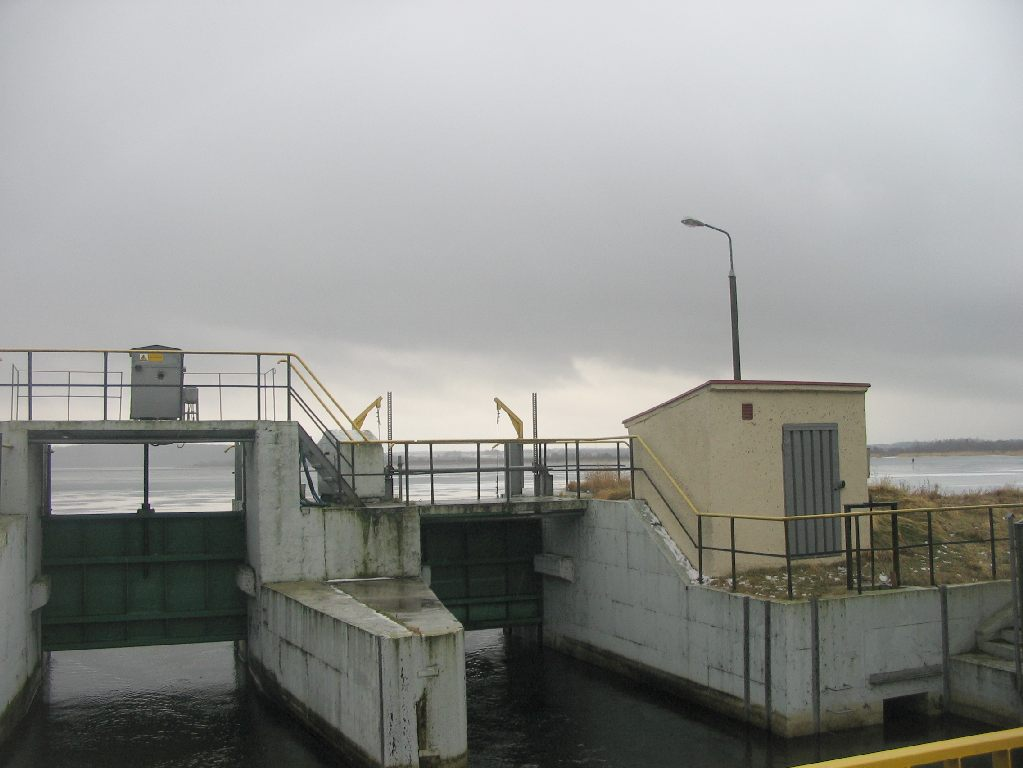
Jaz na Piaśnicy piętrzący wody Jeziora Żarnowieckiego wyznaczonego jako silnie zmieniona część wód jeziornych PLLW21049 ze względu na duże wahania wody wywołane przez elektrownię wodną i zabudowę

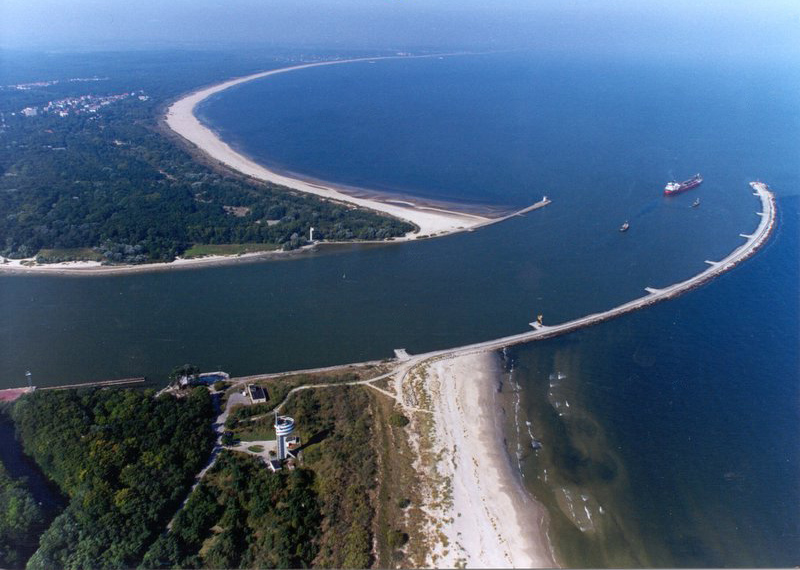
Ujście Świny silnie zmieniona jednolita część wód przejściowych PLTWVWB6

Wody silnie zmienione, silnie zmienione części wód (SZCW) – pojęcie używane w gospodarce wodnej na określenie wód powierzchniowych, których parametry morfologiczne i hydrologiczne dla różnego rodzaju potrzeb zostały przekształcone tak, że nie jest możliwe uzyskanie przez nie dobrego stanu ekologicznego. Takie podejście definiujące jest przedstawione w ramowej dyrektywie wodnej.
Wody silnie zmienione to takie akweny czy cieki, które powstały na skutek fizycznego przekształcenia już istniejących wód naturalnych, w odróżnieniu od wód sztucznych, powstałych od podstaw. W związku z tym sztuczny zbiornik wodny powstały na skutek piętrzenia wód rzecznych, czyli zbiornik zaporowy, jest w tym ujęciu przykładem wód silnie zmienionych, a powstały w wyniku zalania wyrobiska, np. zbiornik poeksploatacyjny – sztucznych. Jest tak również wtedy, gdy silnie zmieniona część wód obejmuje obszary poprzednio lądowe, jak i gdy sztuczna część wód wchłania drobne naturalne zbiorniki czy cieki. Ten pierwszy przypadek oprócz zalania doliny rzecznej przez wody zbiornika zaporowego dotyczy sytuacji, gdy w ramach regulacji zmieniony jest przebieg koryta rzeki. Określenie wód jako silnie zmienione w tym ujęciu dotyczy wyłącznie zmian fizycznych (morfologicznych i hydrologicznych). Przekształcenie parametrów fizyczno-chemicznych (zanieczyszczenie) nie jest podstawą do uznania wód za silnie zmienione.
Ponieważ w ramowej dyrektywie wodnej w przypadku wód śródlądowych wydziela się jedynie dwie kategorie wód – rzeczne i jeziorne, zbiorniki zaporowe mające cechy pośrednie są różnie traktowane. Przykładowo w Polsce przyjmuje się kryterium pochodzenia i uznaje je za silnie zmienione części wód rzecznych, a w Rumunii ze względu na ostateczna formę – jeziornych.

## Wyznaczanie silnie zmienionych jednolitych części wód
Wyznaczenie jednolitej części wód (jcw) jako silnie zmienionej wiąże się z założeniem, że jej użytkowanie tak zaburza stan ekosystemu wodnego, że nie jest możliwe osiągnięcie przez nią dobrego stanu ekologicznego, w związku z czym dla takiej części wód władze wodne określają kryteria maksymalnego i dobrego potencjału ekologicznego, które mogą być mniej restrykcyjne niż kryteria bardzo dobrego i dobrego stanu ekologicznego. Tak samo jest w przypadku sztucznych części wód. Wyznaczenie takie nie oznacza, że przekształcenia mogą być nieograniczone, bo dla uzyskania dobrego potencjału ekologicznego nadal konieczne jest podjęcie środków naprawczych, czyli działań łagodzących wpływ przekształceń na ekosystemy, łącznie z działaniami renaturyzacyjnymi.
Jako silnie zmienione części wód mogą być wyznaczone takie jcw, które zostały przekształcone przez człowieka, stopień przekształcenia jest znaczny, a samo przekształcenie trwałe. W celu wyznaczenia jcw jako silnie zmienionej, zarządzający wodami musi zidentyfikować cel, w jakim została ona przekształcona. Lista celów nie jest zamknięta, a jako typowe podane są przeznaczenie do żeglugi lub rekreacji, piętrzenie na potrzeby retencji, w tym gromadzenie wody ujmowanej do picia, elektrowni wodnej, irygacji, regulacja rzeki na potrzeby ochrony przeciwpowodziowej czy melioracji. Niewymienioną w dyrektywie, ale uznawaną za istotną w kontekście przekształceń hydromorfologicznych działalnością człowieka, jest urbanizacja. Wśród celów, jakie spełniają silnie zmienione części wód, mogą być również cele środowiskowe czy kulturowe. Tak jest w przypadku zbiorników zaporowych, które stały się siedliskiem dla organizmów, lub zabytkowych budowli hydrotechnicznych, przez co nawet, gdy pierwotna funkcja przekształcenia już nie jest istotna gospodarczo, usunięcie przekształceń byłoby szkodliwe z innych przyczyn.
Typowe przekształcenia hydromorfologiczne (presje) to: zapory i jazy, utrzymanie torów wodnych z bagrowaniem i usuwaniem osadów, kanały żeglugowe, prostowanie koryta, umocnienia brzegu, drenaż, osuszanie, odcinanie ramion bocznych. Ich skutkiem utrudniającym osiągnięcie dobrego stanu ekologicznego jest m.in.: przerwanie ciągłości rzek, w tym transportu rumowiska, zmiana profilu koryta, przerwanie kontaktu ze starorzeczami i mokradłami, ograniczenie lub zanik obszarów zalewowych, zmniejszenie przepływu, bezpośrednie niszczenie organizmów wodnych, sztuczny reżim przepływu, zmiana poziomu wód gruntowych, zwiększona erozja i zamulanie. 
Zgodnie z przewodnikiem wydanym w ramach wspólnej strategii wdrażania ramowej dyrektywy wodnej, władze wodne krajów Unii Europejskiej w celu wyznaczenia jcw jako silnie zmienionej muszą przejść następujące kroki:
1. wyznaczenie jednolitej części wód
2. stwierdzenie, czy dana jcw jest sztuczna, czy nie
3. przesiewowe badanie, czy jcw, której w poprzednim kroku nie uznano za sztuczną, jest przekształcona hydromorfologicznie
4. jeżeli jest, opis istotnych przekształceń hydromorfologicznych
5. oszacowanie, czy \ zmiany te z dużym prawdopodobieństwem zagrażają osiągnięciu dobrego stanu ekologicznego
6. jeżeli tak, stwierdzenie, czy jcw jest znacząco przekształcona fizycznie na skutek działalności ludzkiej
7. jeżeli tak, wstępne uznanie jcw za silnie zmienioną
8. oszacowanie, czy cele, dla których przekształcono jcw, można osiągnąć w inny sposób, który jest bardziej korzystny dla środowiska, a przy tym technicznie wykonalny i nie jest nieproporcjonalnie kosztowny
9. jeżeli nie, ostateczne uznanie jcw za silnie zmienioną
10. określenie maksymalnego potencjału ekologicznego jcw możliwego do uzyskania przez jcw po zastosowaniu środków minimalizujących negatywny wpływ przekształceń na ekosystemy wodne bez naruszenia celów, w których została przekształcona
11. określenie dobrego potencjału ekologicznego dopuszczającego niewielkie odchylenia do maksymalnego.

Wyznaczenie jcw jako silnie zmienionej lub naturalnej nie jest zupełnie ostateczne i w czasie aktualizacji planu gospodarowania wodami na obszarze dorzecza może zostać zmienione. 

## Silnie zmienione jednolite części wód w Europie
W pierwszym cyklu obowiązywania planów gospodarowania wodami na obszarze dorzeczy w Europie (2009–2015) wśród wyznaczonych jednolitych części wód powierzchniowych (jcwp) 13% wyznaczono jako silnie zmienione (szjcwp), podczas gdy w drugim cyklu (2016-2021) – 12%. Najwięcej szjcwp wyznaczono wśród wód przejściowych (26-28%), a najmniej przybrzeżnych (4-5%). Wśród cieków i jezior odsetek był podobny do ogólnej średniej. W drugim cyklu w przypadku Irlandii był to 1%, podczas gdy na Malcie 47%. W Polsce jako silnie zmienione wyznaczono 21% jcwp. Niewielki odsetek wyznaczono również w Finlandii czy Szwecji, a znaczny na Węgrzech czy w Holandii.
Pierwsze wyznaczenie w znacznej mierze opierało się na ocenie eksperckiej, nie zawsze z przejrzystą procedurą. W połowie obszarów dorzeczy zachowano wszystkie etapy wyznaczania. Wśród celów, w jakich wyznaczono jcwp jako silnie zmienione, najczęściej wymieniane są żegluga, uzyskanie energii wodnej i ochrona przeciwpowodziowa. Najczęstsze przekształcenia fizyczne wymieniane jako silne zmiany to grupa związana z piętrzeniem wód (tamy, jazy, zbiorniki), druga grupa zaś to regulacja łącznie z prostowaniem biegu rzek. 
W niektórych krajach w drugim cyklu zmieniono procedurę. Przykładowo, o ile na obszarze dorzecza Wisły w pierwszym cyklu metodą ekspercką wyznaczono jako silnie zmienione 904 jcw rzecznych, 1 jcw przybrzeżnych i 31 jcw jeziornych (ponadto 58 jcw rzecznych wyznaczono jako sztuczne, czyli kanały), o tyle w drugim cyklu zastosowano metodykę wyznaczania wód silnie zmienionych i sztucznych, którą wyznaczono jako silnie zmienione 491 jcw rzecznych, 20 jcw jeziornych, 2 jcw przejściowych i 1 jcw przybrzeżnych (jako naturalne wyznaczono 2108 jcw rzecznych, 464 jcw jeziornych, 5 jcw przybrzeżnych i 3 jcw przejściowych oraz wyznaczono 61 jcw sztucznych, wyłącznie rzecznych). Najczęstszy wskaźnik cząstkowy stosowany w metodyce szacowania skali przekształceń przekraczający kryteria naturalności w przypadku tego obszaru dorzecza to stosunek łącznej długości części cieków odciętych przez budowle poprzeczne o istotnym spadzie do całej długości cieków. Stosunkowo rzadko natomiast przekroczony jest wskaźnik odwołujący się do długości obwałowań.